# Theodor Blumer
Theodor Anton Blumer (* 24. März 1881 in Dresden; † 21. September 1964 in West-Berlin) war ein deutscher Komponist und Dirigent.

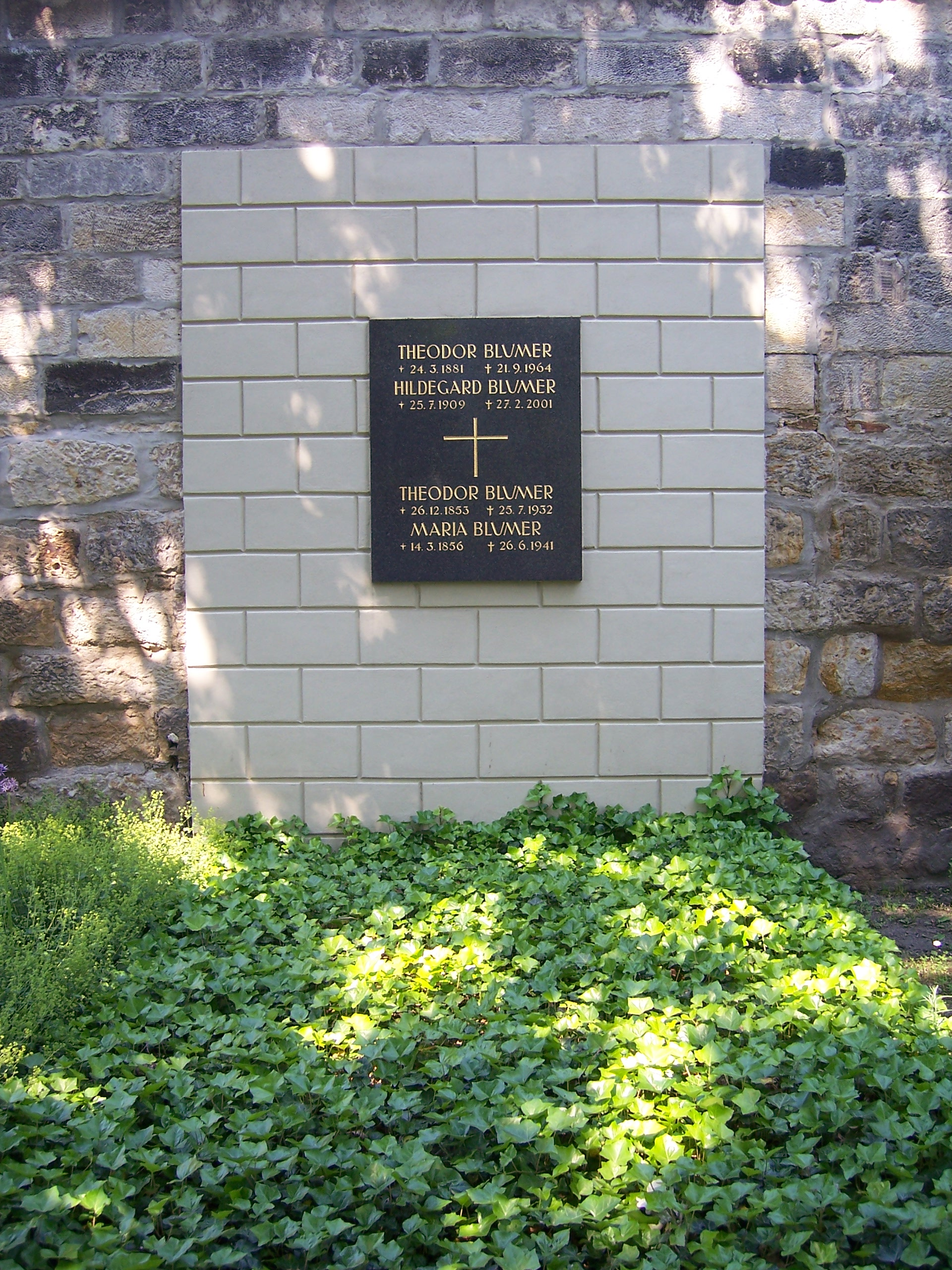
Grab von Theodor Blumer in Dresden

## Leben
Theodor Blumer wurde am 24. März 1881 in Dresden als Sohn des Kammermusikers Theodor Emanuel Josef Blumer (1853–1932) geboren. Dieser stammte aus Prag und trat 1879 als 1. Violinist in die Dresdner Königliche Kapelle ein. Theodor Blumer jun. studierte Komposition bei Felix Draeseke und Klavier bei Walther Frz. Bachmann am Dresdner Konservatorium. Ab 1902 lebte er in Dresden als Pianist und Konzertbegleiter. Danach war er ab 1906 Korrepetitor und Kapellmeister am Hoftheater in Altenburg.
Blumers schöpferische Zeit begann um 1900 und währte über ein halbes Jahrhundert. Zunächst komponierte er vokale und instrumentale Kammermusik. 1911, in Dresden zurück, entstand die Oper "Fünfuhrtee". Die freischaffende Tätigkeit nach seiner Altenburger Zeit gab ihm die Möglichkeit, Reisen in ganz Deutschland mit der Bläservereinigung der Dresdner Staatskapelle zu unternehmen und als Solist für Klavierkonzerte. Verleger von Weltrang wie Benjamin, Kistner und Siegel bemühten sich um Blumer. 1915 lernte Blumer den deutschen Dramatiker und Schriftsteller Carl Hauptmann (1858–1921) kennen. Es entstanden einige gemeinsame Werke.
Der Erste Weltkrieg diktierte eine unfreiwillige Schaffenspause. Von 1917 bis 1918 war Blumer Soldat in Russland. 1919 traf er den Soloflötisten der Sächsischen Staatskapelle Dresden, John Amans, der ihn anregte, Musik für Blasinstrumente zu schreiben.
Den Ruf, der Blumer als Komponist, Kapellmeister und Pianist vorauseilte, nahm der Rundfunk wahr. Man versuchte, ihn für den Aufbau als musikalischen Leiter in Dresden zu gewinnen. Theodor Blumer gehörte zu den Pionieren des Musikfunks. 1924 wurde die Mirag Mitteldeutsche Rundfunk AG in Leipzig gegründet.
Von 1925 bis 1931 fungierte er als musikalischer Leiter und 1. Kapellmeister beim Rundfunk in Dresden. Er setzte für den Aufbau der Musikabteilung seine ganze Kraft, seine Begeisterung und die Vielseitigkeit seines Könnens ein. Blumer war dabei, als es um den Aufbau der ersten musikalischen Sendungen im Rundfunk ging. Er gründete die Dresdner Solistenvereinigung, die aus Solisten und Instrumentalisten der Staatsoper sowie dem bekannten Fritsche-Quartett bestand. Das Fritsche-Quartett wurde auch als Dresdner Streichquartett bekannt. Gleichzeitig übte er eine Tätigkeit als Lehrer an der Orchester-Schule der Dresdner Staatskapelle aus.
1931 wechselte Blumer nach Leipzig, weil dort seit 1928 der Sendebetrieb erweitert wurde und es bessere Entfaltungsmöglichkeiten für einen Rundfunkkapellmeister gab. In Leipzig arbeitete er erfolgreich als Kapellmeister beim Reichssender. Gleichzeitig komponierte er und war als Interpret tätig. Als der Musikverleger Wilhelm Zimmermann das Sextett für Bläser und Klavier op. 45 von Theodor Blumer in einem Leipziger Konzert gehört hatte, suchte er den Komponisten sofort in dessen Dresdner Wohnung auf und erwarb das Bläserquintett op. 52 für seinen Verlag. Von da an entspann sich ein reger Gedankenaustausch zwischen Komponist und Verleger. Es erwuchs daraus eine sehr anregende Freundschaft, die bis zum Tode von Blumer währte. 1940 erhielt Blumer auf Grund von Meinungsverschiedenheiten die Kündigung vom Reichssender Leipzig. Seit 1941 wurden kriegsbedingt keine eigenen Rundfunkbeiträge mehr produziert. 1942 musste sich Blumer aus gesundheitlichen Gründen aus dem Musikleben zurückziehen. Es gab keine Möglichkeit nach dem Ausscheiden aus dem Berufsleben eine Pension zu erhalten.
Zum 1. Mai 1933 trat er der NSDAP bei (Mitgliedsnummer 2.382.466). In der Reichsmusikkammer war er 1937 Gauobmann der Fachschaft Komponisten für das Gau Sachsen.
An Blumers Geburtstag, dem 24. März 1944, verbrannten 30 Manuskripte und ebenso die vom Vater angelegte Kritikenmappe. Blumers Oper Frühglocke, die gerade als Klavierauszug fertig geworden war, gehörte auch dazu. Frau Blumer hatte etwa 80 % von den wertvollen Sachen aus der Wohnung ausgelagert. Grund waren die ständigen Bombardements auf Leipzig. Wo Sicherheit sein sollte, geriet alles in Brand. Dieses katastrophale Erlebnis löste eine schöpferische Phase bei Blumer aus. In kürzester Zeit komponierte er drei Sinfonien, ein Klavierkonzert, Kammermusik und Lieder.
Nach dem Krieg fand er keine feste Anstellung mehr in Leipzig. Bis 1948 stand Blumer noch wegen seiner NSDAP-Zugehörigkeit auf der Sperrliste für Komponisten. 1949 erhielt er vom Rat der Stadt Leipzig zur Ausübung einer freischaffenden Tätigkeit eine Stelle als Musiklehrer. 1950 wandte er sich an Kollegen mit Aufführungswünschen, meist ohne Erfolg. Seine Ehefrau, Frau Hildegard-Blumer-Ostkamp, erhielt als Opern- und Konzertsängerin keine Engagements im Osten. Die Blumers waren in einer katastrophalen wirtschaftlichen Lage. Eine Verbesserung seiner persönlichen Verhältnisse erhoffte sich Blumer 1952 mit der Übersiedlung nach Berlin-Charlottenburg. 1964 starb er in West-Berlin. Begraben wurde er auf seinen Wunsch hin in Dresden. Sein Grab befindet sich in der Nähe der Grabstätte von Carl-Maria von Weber auf dem Alten Katholischen Friedhof in Dresden.

## Wohnorte in Dresden und Leipzig
Blumer wohnte in Dresden zunächst mit seinen Eltern in der Stephanienstraße 11; später, um das Jahr 1924, dann allein in der Werder-Straße 38. 1931 ging er nach Leipzig, um dort beim Mitteldeutschen Rundfunk zu arbeiten. In Leipzig wohnte er auf der Hindenburgstraße 22, der späteren Friedrich-Ebert-Straße 22. 1952 erfolgt die Übersiedlung nach Berlin-Charlottenburg, Kastanienallee 17c.

## Werke
Theodor Blumers Werke sind tonal gehalten und zeichnen sich durch souveräne Beherrschung des Handwerks, Klangsinnlichkeit und einen oft humoristischen Tonfall aus.

### Bühnenwerke
- Fünfuhrtee, Oper (Libretto: W. Wolters; Uraufführung 1911, Dresden, Schauspielhaus)
- Trau schau wem

### Orchesterwerke
- Heiteres Spiel op. 68 (1931)
- Musikalische Bilder op. 69 für Flöte und Orchester (1936)
- Deutsche Volkslieder-Fantasie op. 72
- Silhouetten op. 74 für Streichorchester (1934)
- Werbung und Vollendung op. 79 Kammerkantate für eine Alt- und eine Baritonstimme (1937) – Text von Walther Stein
- Kastilianischer Tanz op. 94a (1941)
- Lebensfunken op. 94b, Humoreske (1941)
- Concerto giocoso op. 98 für Flöte und Orchester (1944)

### Kammermusik
- Sonaten für Violine und Klavier
- Sonate für Violoncello und Klavier
- Sonate für Viola und Klavier op. 17
- Streichtrio op. 55
- Quintett für Blasinstrumente op. 52
- Quintett für Violine, Bratsche, Violoncello, Kontrabass und Klavier (1945)
- Schweizer Quintett, Suite für 5 Blasinstrumente (1948)
- Tanz-Suite für fünf Blasinstrumente op. 53
- Sextett Nr. 1 F-Dur für Flöte, Oboe, Klarinette, Horn, Fagott und Klavier op. 45 (1921)
- Sextett Nr. 2 (Kammersinfonie) für Flöte, Oboe, Klarinette, Horn, Fagott und Klavier   op. 92

## Dokumente
Briefe und Autographe von Theodor Blumer befinden sich im Bestand des Leipziger Musikverlages C. F. Peters und Benjamin/Sikorski im Sächsischen Staatsarchiv Leipzig.

## Nachlass
Der Nachlass von Theodor Blumer wird in der Sächsischen Landesbibliothek – Staats- und Universitätsbibliothek Dresden aufbewahrt.